# Terzigno
Terzigno es un municipio italiano localizado en la ciudad metropolitana de Nápoles, región de Campania. Cuenta con 17.866 habitantes en 23,5 km².
Contiene las frazioni (subdivisiones) de Boccia al Mauro, Croce del Carmine, Avini, Giugliani, Miranda y Campitelli-Zabatta. Limita con los municipios de Boscoreale, Boscotrecase, Ottaviano, Poggiomarino y San Giuseppe Vesuviano.
Su área municipal está situada en el parque nacional del Vesubio.

## Evolución demográfica
| Gráfica de evolución demográfica de Terzigno entre 1861 y 2011 |
|                                                                |
| Fuente ISTAT - elaboración gráfica de Wikipedia                |